# Cigclisula areolata
Cigclisula areolata is een mosdiertjessoort uit de familie van de Colatooeciidae. De wetenschappelijke naam van de soort is voor het eerst geldig gepubliceerd in 1890 door Kirkpatrick.